# Fredrik I av Schwaben
Fredrik I, född ca 1050, död 1105, hertig av Schwaben från 1079. Far till tyske kung Konrad III.